# Ентомологічна колекція
Ентомологічна колекція — це зібрання комах, відібраних за певними ознаками, засушених і наколотих ентомологічною шпилькою, що зберігаються в спеціальних коробках.

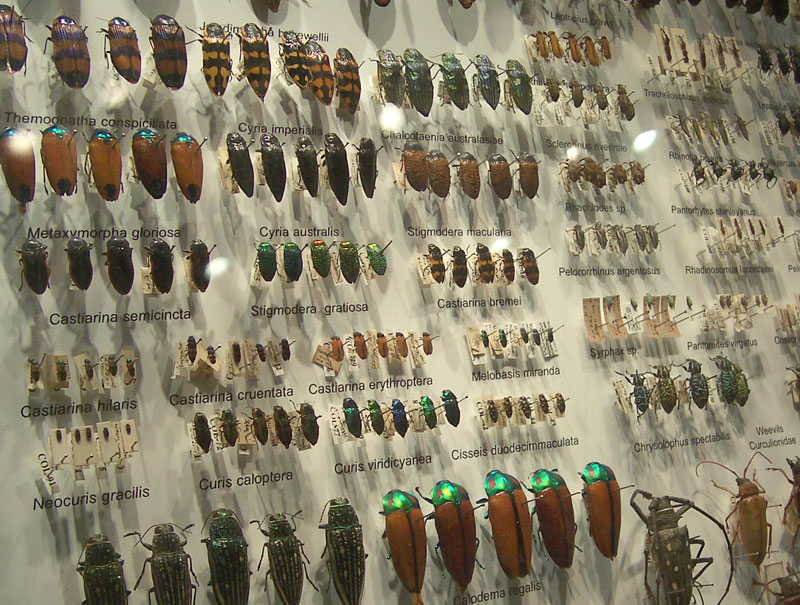
Фрагмент колеоптерологічної колекції Мельбурнського музею, Мельбурн, Австралія

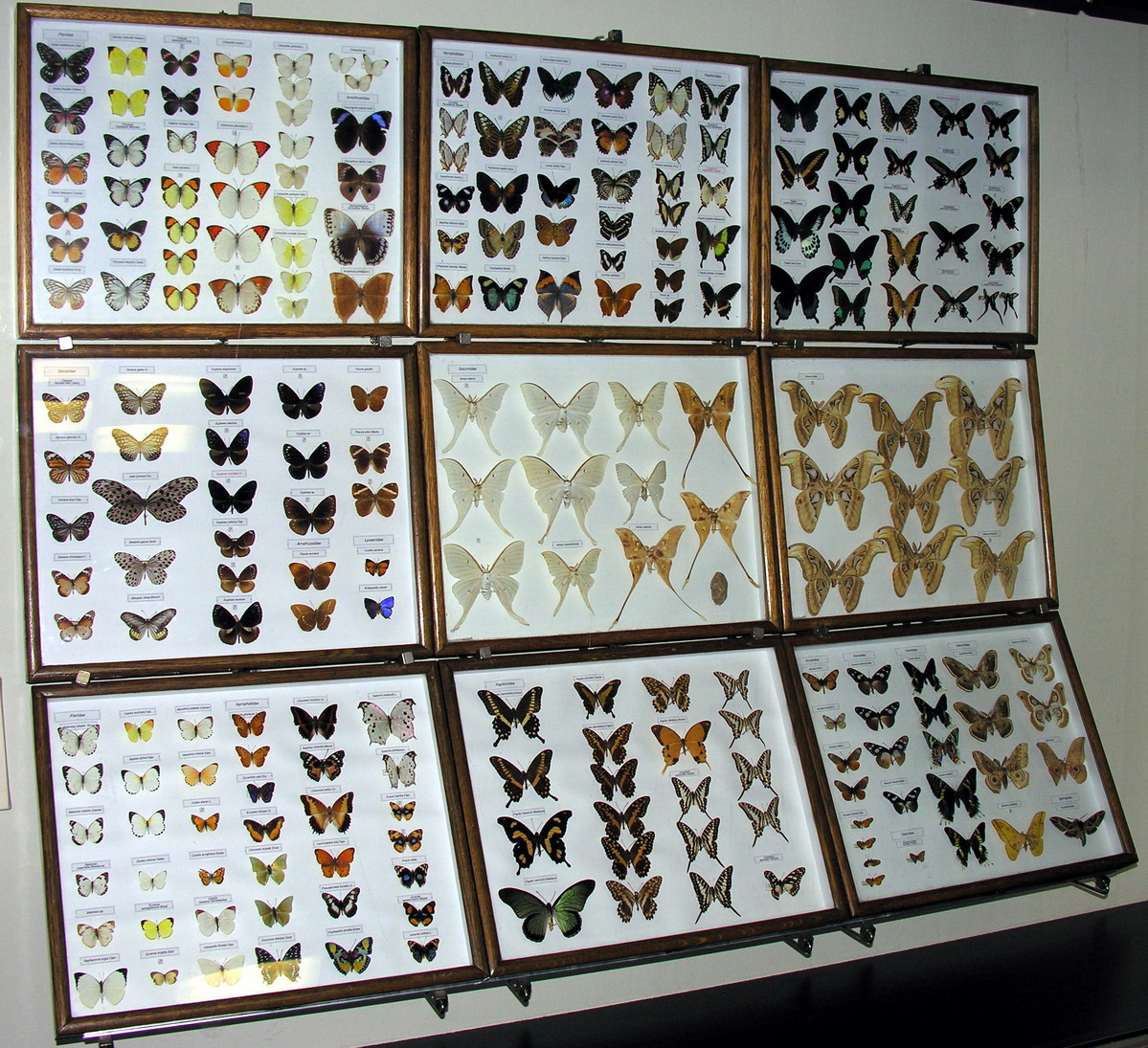
Фрагмент виставкової лепідоптерологічної колекції

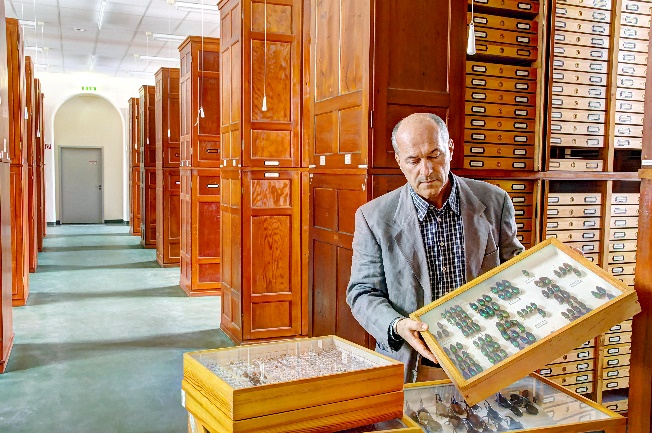
Колекція німецького товариства Товариство з вивчення природи імені Зенкенберга включає близько 38 млн примірників.

Комахи є найпопулярнішою групою членистоногих серед приватних колекціонерів та наукових колекцій. Це пояснюється величезною кількістю видів, великою різноманітністю форм, їх широким розповсюдженням, різноманітністю розмірів і кольорів.
Колекціонування комах зародилося давно. Ще в середині XVIII століття англійські колекціонери метеликів називали себе ауреліанами — від лат. aureus — «золотий» (натяк на золотисте забарвлення лялечок деяких метеликів). У середині XIX століття в інтер'єрі вікторіанських будинків неодмінно була засклена шафа, де поряд з раковинами морських молюсків, скам'янілими рештками і мінералами виставляли й засушених комах.

## Види колекцій
Ентомологічні колекції перш за все поділяють на приватні й наукові. Приватні колекції переважно носять аматорський характер і орієнтуються на естетичність, різноманітність і ефектність зібраних екземплярів. Комах у такі колекції підбирають за колірною гамою, розмірами, уподобанням та матеріальними можливостями колекціонерів. Останнім часом багато приватних колекцій стають виставковими, приносячи додатковий дохід їх власникам.
Наукові колекції представлені фондами музеїв, університетів, науково-дослідних інститутів тощо. Такі колекції збирають наукові працівники, які проводять спеціалізовані фауністичні, еволюційні та екологічні дослідження метеликів. Наукові колекції прийнято розділяти на виставкові — призначені для загального огляду — і фондові, доступ до яких мають лише наукові співробітники.
Також ентомологічні колекції можна розділити на:
- Генеральна колекція — зібрання комах з усього світу або з конкретної країни, групи країн. У такій колекції представлені основні види. Найпоширеніший вид ентомологічних колекцій, початкова форма деяких спеціалізованих колекцій.
- Дослідницька колекція — зібрання комах, у якому на основі представлених видів розглядаються деякі спеціальні питання, що являють інтерес, але не отримали належного відбиття у спеціалізованих каталогах і літературі.
- Спеціалізована колекція — зібрання комах, що побудоване за особливими принципами і охоплює відносно невелику частину певного таксону або географічної області (деколи з обмеженим числом видів). У такій колекції матеріал зазвичай намагаються подати якомога повніше.
- Тематична колекція — включає різноманітний ентомологічний матеріал і розкриває за його допомогою певну тему. Прикладом є колекція метеликів, латинські назви яких походять від давньогрецьких богів і героїв міфів.
- Навчальна колекція — вид ентомологічної колекції, що роз'яснює деякі ентомологічні поняття. Наприклад, колекція на тему: «Відмінності в будові представників основних рядів комах». Подібні колекції часто можуть служити навчальними посібниками для кабінетів біології тощо.

## Правила оформлення ентомологічних колекцій
Кожен експонат має бути наколотий на спеціальну ентомологічну шпильку. Після цього комаху розправляють і додають етикетку для збереження наукової цінності експонату. Готові екземпляри поміщають в ентомологічні коробки з дном з пінопласту або ізолону.

## Найбільші колекції Росії та деяких інших країн
Одна з найбільших приватних колекцій належала банкіру і фінансисту Волтеру Ротшильду, що зібрав за своє життя найбільшу на той момент приватну колекцію в світі — близько 2 мільйонів 250 тисяч примірників метеликів. Ротшильд заповів лондонському Британському музею (нині частина «Музею природознавства») всю свою основну колекцію, разом із зібранням метеликів, завдяки чому зібрання лускокрилих музею стало одним з найбільших у світі.
В Росії найбільші колекції метеликів зберігаються в Зоологічному музеї Московського державного університету ім. М. В. Ломоносова, у Зоологічному інституті Російської академії наук в Санкт-Петербурзі, в Дарвінівському музеї в Москві і в зоомузеї Інституту систематики та екології тварин Сибірського відділення РАН у Новосибірську, в Біолого-ґрунтовому інституті Далекосхідного відділення РАН у Владивостоці.
Микола Михайлович Романов зміг зібрати найбільшу на той час у Росії колекцію лускокрилих, що складається з 110 220 примірників, що включають 13 904 видів. В колекції налічувалося 18 258 примірників булавовусих Палеарктики і 51 238 екземплярів різновусих метеликів (нічні, включно з 18 988 мікролускокрилих). 1900 року колекція вміщалася в 30 шафах і була безоплатно подарована Зоологічному музею Імператорської академії наук
Основу цих фондів музеїв, складають приватні колекції, заповідані колекціонерами або придбані в їх спадкоємців. Найбільшу колекцію, яка надійшла до Зоологічного музею МДУ і налічує близько 84 000 примірників, зібрав відомий колекціонер А. В. Цвєтаєв.
Одна з найбільших приватних колекцій метеликів на території Росії належить В. А. Калініну. Вона налічує понад 800 тисяч екземплярів зі всього світу.
Найбільша у світі приватна колекція метеликів належить Томасу Вітту. Вона знаходиться в Ентомологічному музеї Томаса Вітта і налічує більше 10 мільйонів екземплярів.
Найбільша на території країн колишнього СРСР колекція жуків належить Зоологічного інституту РАН. Вона включає в себе близько 6 мільйонів примірників. Початок колекції покладено 1714 року Петром I під час створення Кунсткамери.

## В Україні
Ентомологічні колекції Інституту зоології НАН України включають близько 46 тисяч видів комах, представлених кількома мільйонами екземплярів, зокрема типовими екземплярами близько 4 тисяч видів.
Також величезні ентомологічні колекції міжнародного значення, що включають велику кількість типових екземплярів, зберігаються в Зоологічному музеї ННПМ НАН України (Київ), Зоологічному музеї Київського університету та в Державному природознавчому музеї НАН України (Львів).
Велику колекцію зібрав Микола Курдюмов (понад 30 000 комах та пошкоджених ними рослин). Вона зберігається у полтавському Музеї історії дослідного поля.
Володимир Долін зібрав три великих колекції жуків, що зберігаються в Інституті зоології. Одна з них містить понад 30 тисяч екземплярів імаго жуків-коваликів, що становить приблизно 2000 видів з майже 250 родів. Також він зібрав найбільшу в світі колекцію з понад 4000 екземплярів личинок коваликів, близько 300 видів з 72 родів. Крім того, є не менше 5000 екземплярів турунів роду Carabus — більш як 600 видів і підвидів з майже 70 підродів (тобто більше половини видового складу цього роду в Палеарктиці).